# Рудольф Швабський
Рудольф Швабський або Рейнфельденський (нім. Rudolf von Reinfelden; між 1020 та 1025 — 15 жовтня 1088) — антикороль Німеччини 1077—1088 років (як Рудольф I), герцог Швабії 1057—1080 років.

## Життєпис
Походив з аристократичного та заможного швабського роду, що був пов'язаний зі Старшим Домом Вельфів, династією Людольфінгів. Син Куно, графа Рейнфельдена, що володів численними маєтками в Шварцвальді та королівстві Арелат. Народився між 1020 та 1025 роками в Рейнфельдені. Вперше згадується у 1048 році як граф Сісгау.
У 1057 році Рудольф отримав герцогство Швабію після смерті герцога Оттона III і призначення адміністратора (керівника) королівства Бургундія (Арелат) від імператриці-регентши Агнеси де Пуатьє. Втім вступив у конфлікт з Бертольдом Церінгеном, що був ректором Бургундії. У 1059 році одружився з сестрою останнього, але та померла вже в 1060 році. У 1061 році замирився з Церінгеном. У 1066 році одружився з донькою графа Савойї.
Рудольф Швабський сприяв перемозі імператора Генріха IV над саксонцями (що повстали у 1073 році) у битві при річці Унструт у 1075 році (інша назва — битва під Лангензальцем), але потім він перейшов на бік противників імператора і на зборах князів, де головували Церінгени та Вельфи, в 1076 році брав участь в ухваленні рішення позбавити Генріха IV престолу, якщо той протягом року не звільниться від церковного відлучення.
Хоча Генріх IV і отримав в Каноссі відпущення гріхів, німецькі князі (Баварія, Каринтія, Саксонія) 15 березня 1077 року в Форґхайме, за відсутності папських легатів, обрали королем Рудольфа з тією умовою, щоб вибори єпископів були вільні, а королівський сан у жодному разі не був би спадковим. Його підтримали архієпископи Магдебургу, Зальцбургу та Майнцу. 26 березня Рудольф коронувався в Майнці архієпископом Зигфрідом I. Новий король передав Швабію своєму сину Бертольду.
Папа римський Григорій VII, після довгих коливань, затвердив вибір Рудольфа, але Генріх IV знайшов після повернення з Італії багато прихильників, зайнявши Баварію.
7 серпня 1078 року Рудольф зустрівся з Генріхом IV у битві при Мелльріхштадті, проте жодна зі сторін не здобула певної перемоги. У наступних битвах — при Фларґхаймі (27 січня 1080 року) і при Гогенмьолзені (15 жовтня 1080 року) переміг Рудольф, але в останній битві він був так тяжко поранений, що помер того ж дня. Його поховали в Мерзебурзі, де зберігається і відрубана у нього в битві рука. У 1081 році супротивники Генріха IV обрали королем Германа Зальмського.

## Родина
1 Дружина — Матильда, донька імператора Генріха III з Салічної династії
Діти:
- Бертольд (1060—1090) — герцог Швабії у 1077—1080 роках

2 Дружина — Адельгейда, донька Оттона, графа Савойського
Діти:
- Оттон — помер дитиною
- Адельгейда (1077—1090) — дружина Ласло I, короля Угорщини
- Берта (д/н-після 1128) — дружина Ульріха X, графа Брегенца
- Агнеса (1065—1111) — дружина Бертольда II Церінгена, герцога Швабії